# Mancomunidad de Inglaterra
La Mancomunidad de Inglaterra fue el gobierno republicano que rigió inicialmente Inglaterra (incluido Gales) y posteriormente Irlanda y Escocia desde 1649 hasta 1660. En idioma inglés su nombre fue Commonwealth of England (commonwealth —literalmente, ‘riqueza común’— puede traducirse por ‘mancomunidad’ o ‘república’, res publica).
Después de la Revolución inglesa y el regicidio de Carlos I (decapitado el 30 de enero de 1649), fue abolida la monarquía, y su existencia fue declarada inicialmente por el Rump Parliament en un Acta que declaraba que Inglaterra era una Mancomunidad, el 19 de mayo de 1649. 
El gobierno entre 1653 hasta 1659 fue llamado el Protectorado, consistente en un régimen autocrático por parte de Oliver Cromwell, y después de su fallecimiento, por su hijo Richard, en el que ambos ostentaron el título de Lord Protector.
El término "Mancomunidad" (en inglés: Commonwealth) es a menudo utilizado en forma genérica para describir el sistema de gobierno del período entre 1649 y 1660. No debe confundirse con la Mancomunidad de Naciones (sucesor de la Mancomunidad Británica en 1949).
En 1660, dos años después de la muerte de Oliver Cromwell, se restauró la monarquía bajo Carlos II.

## Gobierno Parlamentario
La disolución del Parlamento Remanente  fue seguida por un breve período en el que Cromwell y el Ejército gobernaron solos. Nadie tenía la autoridad constitucional para convocar elecciones, pero Cromwell no quería imponer una dictadura militar. En cambio, gobernó a través de una 'asamblea nominada' que creía que sería fácil de controlar para el Ejército ya que los oficiales del Ejército hicieron la nominación.
Los antiguos parlamentarios remanentes se opusieron al Parlamento de Barebone y muchas burlas lo ridiculizaron por ser una asamblea de personas "inferiores". Sin embargo, más de 110 de sus 140 miembros fueron  de la baja burguesía o de mayor status social. Una excepción  fue Praise-God Barebone, un comerciante bautista (por el cual la Asamblea recibió su apodo despectivo). Muchos tenían una buena educación.
La asamblea reflejó el rango de puntos de vista de los oficiales que lo nominaron. Los radicales (aproximadamente 40) incluían un núcleo duro de quintos monárquicos que querían deshacerse del derecho consuetudinario y cualquier control estatal de la religión. Los moderados (aproximadamente 60) querían algunas mejoras dentro del sistema existente y podrían pasar al lado radical o conservador dependiendo del problema. Los conservadores (aproximadamente 40) querían mantener el statu quo (ya que el derecho consuetudinario protegía los intereses de la nobleza, y los diezmos y las advertencias eran una propiedad valiosa).
Cromwell vio al Parlamento de Barebone como un cuerpo legislativo temporal que esperaba produciría reformas y desarrollaría una constitución para la Commonwealth. Sin embargo, los miembros estaban divididos sobre temas clave, solo 25 tenían experiencia parlamentaria previa, y aunque muchos tenían alguna capacitación legal, no había abogados calificados.
Cromwell parece haber esperado que este grupo de "aficionados" produjera reformas sin gestión ni dirección. Cuando los radicales reunieron suficiente apoyo para derrotar un proyecto de ley que hubiera preservado el “statu quo” en la religión, los conservadores, junto con muchos moderados, entregaron su autoridad a Cromwell, quien envió soldados para limpiar el resto de la Asamblea. El Parlamento de Barebone había terminado.

## El protectorado
En la histórica británica El Protectorado es el nombre con el cual se conoce la Mancomunidad de Inglaterra (incluyendo Gales), Escocia e Irlanda bajo el gobierno del Lord Protector.

### Antecedentes

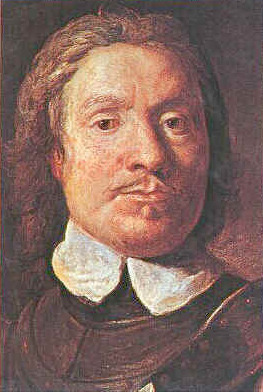
Oliver Cromwell.

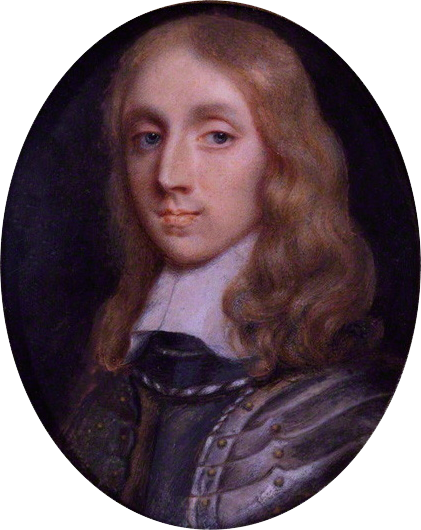
Richard Cromwell.

Antes de la creación del Protectorado, Inglaterra (y posteriormente Escocia e Irlanda) habían estado gobernadas directamente por el Parlamento desde la instauración de la Commonwealth de Inglaterra en 1649. En abril de 1653, el Parlamento Rabadilla (Rump Parliament) fue disuelto por la fuerza por el ejército de Oliver Cromwell, impulsado por la percepción de la ineficacia de su imperio y su negativa a solucionarlos. A pesar de la sustitución de este parlamento por el Parlamento de Barebone (julio–diciembre de 1653), este también fue disuelto por su difícil control.
Tras su disolución, el general John Lambert presentó una nueva constitución conocida como el Instrumento de Gobierno. Esta constitución nombra a Cromwell Lord Protector vitalicio, siendo «la cabeza de la magistratura y de la administración de gobierno». Por este cargo tenía el poder de convocatoria y la disolución de los parlamentos, pero la obligación en el marco de la constitución de buscar el voto de la mayoría del Consejo de Estado. No obstante, el poder de Cromwell se incrementa gracias a su popularidad entre el ejército por sus gestas durante la Guerra Civil Inglesa. Cromwell jura como Lord Protector el 15 de diciembre de 1653.

### Etapas
El 3 de septiembre de 1654 instaura el primer Parlamento del Protectorado y, después de algunos gestos de aprobación inicial de los nombramientos realizados anteriormente por Cromwell, comienza a trabajar en un programa moderado de la reforma constitucional. Al oponerse a un proyecto de ley elaborado por el Parlamento, Cromwell lo disuelve el 22 de enero de 1655. Después de un levantamiento dirigido por John Penruddock, leal a la corona, Cromwell (influido por Lambert) divide Inglaterra en distritos gobernados por militares, los cuales fueron designados por él mismo. Los generales no solo supervisan las fuerzas de las milicias y la seguridad sino que también recaudaban los impuestos que garantizaban el gobierno.
El 17 de septiembre de 1656 forma el segundo Parlamento del Protectorado, que se reúne en dos sesiones pero que fue nuevamente abolido el 4 de febrero de 1658.

### Política exterior
Durante este periodo, Cromwell consigue finalizar la Primera Guerra Anglo-Holandesa, que había comenzado en el año 1652, contra la República de las Siete Provincias Unidas gracias al empujón emprendido por el almirante Robert Blake en 1654. Gracias a esta victoria, el comercio inglés consigue derrotar al holandés, y siendo consciente de la ayuda prestada por la comunidad judía accede a tener una mayor tolerancia hacia el culto privado y permite la vuelta de los judíos 350 años después de la expulsión decretada por Eduardo I de Inglaterra.

### El papel de Cromwell
Oliver Cromwell en el papel de Lord Protector se convierte en «rey de una república» según los historiadores actuales, siendo realmente un gobierno cercano a la dictadura. Tras su muerte, el 3 de septiembre de 1658, fue sucedido por su hijo Richard Cromwell, pero este no consigue hacerse con el control absoluto del poder para estabilizar el país, dimitiendo en mayo de 1659.
Después de una breve restauración de la Commonwealth de Inglaterra, la monarquía inglesa fue restaurada en mayo de 1660 por iniciativa del general George Monck.
A lo largo de 1653, Cromwell y el Ejército desmantelaron lentamente la maquinaria del estado de la Commonwealth. El Consejo de Estado inglés, que había asumido la función ejecutiva anteriormente ocupada por el Rey y su Consejo Privado, fue disuelto por la fuerza por Cromwell el 20 de abril, y en su lugar se instaló un nuevo consejo, lleno de los hombres elegidos por Cromwell. Tres días después de que el Parlamento de Barebone se disolviera, el Consejo de Cromwell adoptó el Instrumento de Gobierno y se le dio forma a una nueva estructura estatal, ahora conocida históricamente como El Protectorado. Esta nueva constitución otorgó a Cromwell amplios poderes como Lord Protector, una oficina que irónicamente tenía el mismo papel y poderes que el Rey bajo la monarquía, un hecho que no se pierde en las críticas de Cromwell.
El 12 de abril de 1654, bajo los términos de la licitación de la Unión, el Lord Protector emitió la Ordenanza para unir Escocia en una Comunidad con Inglaterra y el gobernador militar de Escocia, general George Monck, primer duque de Albemarle, proclamó en Escocia. La ordenanza declaró que "el pueblo de Escocia debería unirse con el pueblo de Inglaterra en una sola Mancomunidad y bajo un solo Gobierno" y decretó que se debería colocar unas nuevas "Armas de la Mancomunidad", incorporando el Saltire (aspa de Escocia), en "todos los sellos públicos, sellos de oficina y sellos de organismos civiles o corporativos, en Escocia" como "una insignia de esta Unión".

### Primer Parlamento del Protectorado
Cromwell y su Consejo de Estado pasaron los primeros meses de 1654 preparándose para el Primer Parlamento del Protectorado elaborando un conjunto de 84 proyectos de ley para su consideración. El Parlamento fue elegido libremente (tan libres como podrían ser las elecciones en el siglo XVII) y, como tal, el Parlamento estaba lleno de una amplia gama de intereses políticos, y como tal no logró ninguno de sus objetivos; se disolvió tan pronto como la ley lo permitiera, ya que Cromwell no aprobó ninguno de los proyectos de ley propuestos por Cromwell.

### Gobierno de los comandantes generales y segundo parlamento del protectorado
Habiendo decidido que el Parlamento no era un medio eficiente para que se promulgaran sus políticas, Cromwell instituyó un sistema de gobierno militar directo de Inglaterra durante un período conocido como el Gobierno de los Mayores Generales. Toda Inglaterra estaba dividida en diez regiones, cada una de las cuales estaba gobernada directamente por uno de los Mayores Generales de Cromwell, a quienes se les otorgaba amplios poderes para recaudar impuestos y hacer cumplir la paz. Los principales generales eran muy impopulares, un hecho que ellos mismos notaron y muchos instaron a Cromwell a llamar a otro Parlamento para dar legitimidad a su gobierno.
A diferencia del Parlamento anterior, que había estado abierto a todos los hombres elegibles en la Commonwealth, las nuevas elecciones excluyeron específicamente a los católicos y realistas de postularse o votar, como resultado, estaba repleto de miembros que estaban más en línea con la propia política de Cromwell. El primer proyecto de ley importante que se presentó para debate fue el Proyecto de Ley de la Milicia, que finalmente fue rechazado por la Cámara. Como resultado, la autoridad de los Mayores Generales para recaudar impuestos para apoyar sus propios regímenes terminó, y el Gobierno de los Mayores Generales llegó a su fin. La segunda parte de la legislación principal fue la aprobación de la "Humilde Petición y Consejo", una reforma constitucional radical que tenía dos propósitos. El primero era reservar al Parlamento ciertos derechos, como un plazo fijo de tres años (que el Lord Protector debía cumplir) y reservar al Parlamento el derecho exclusivo de imposición. El segundo, como concesión a Cromwell, era hacer del Lord Protector una posición hereditaria y convertir el título en un reinado constitucional formal. Cromwell rechazó el título de Rey, pero aceptó el resto de la legislación, que se aprobó en forma final el 25 de mayo de 1657.
Una segunda sesión del Parlamento se reunió en 1658; permitió que los diputados previamente excluidos (a quienes no se les había permitido tomar sus escaños debido a inclinaciones católicas o realistas) lo hicieran, sin embargo, esto hizo que el Parlamento fuera mucho menos conforme con los deseos de Cromwell y los Mayores Generales; logró poco en el camino de una agenda legislativa y se disolvió después de unos meses.

## Disolución
A la muerte de Oliver Cromwell en 1658, su hijo, Richard Cromwell, heredó el título, Lord Protector. Richard nunca había servido en el ejército, lo que significa que perdió el control sobre los comandantes generales que habían sido la fuente del poder de su propio padre. El Tercer Parlamento del Protectorado fue convocado a fines de 1658 y se sentó el 27 de enero de 1659. Su primer acto fue confirmar el papel de Richard como Lord Protector, lo que hizo por una mayoría considerable, pero no abrumadora. Sin embargo, rápidamente se hizo evidente que Richard no tenía control sobre el Ejército y que rápidamente se desarrollaron divisiones en el Parlamento. Una facción pidió la retirada del Parlamento Rump y un retorno a la constitución de la Commonwealth, mientras que otro prefirió la constitución existente. A medida que las partes se volvían cada vez más disputas, Richard lo disolvió. Fue rápidamente removido del poder, y el liderazgo restante del Ejército retiró al Parlamento Rump, preparando el escenario para el regreso de la Monarquía un año después.
Los Grandes del Nuevo Ejército Modelo sacaron a Richard, reinstalaron el Parlamento Rump en mayo de 1659. Charles Fleetwood fue nombrado miembro del Comité de Seguridad y del Consejo de Estado, y uno de los siete comisionados del ejército. El 9 de junio fue nombrado señor general (comandante en jefe) del ejército. Sin embargo, su poder se debilitó en el parlamento, que eligió ignorar la autoridad del ejército de manera similar al parlamento anterior a la Guerra Civil. El 12 de octubre de 1659, los comunes destituyeron al general John Lambert y otros oficiales, e instalaron a Fleetwood como jefe de un consejo militar bajo la autoridad del presidente. Al día siguiente, Lambert ordenó que se cerraran las puertas de la Cámara y que los miembros permanecieran fuera. El 26 de octubre se nombró un "Comité de Seguridad", del cual Fleetwood y Lambert eran miembros. Lambert fue nombrado mayor general de todas las fuerzas en Inglaterra y Escocia, siendo Fleetwood general. Lambert fue enviado, por el Comité de Seguridad, con una gran fuerza para encontrarse con George Monck, que estaba al mando de las fuerzas inglesas en Escocia, y negociar con él o forzarlo a llegar a un acuerdo.
Fue en esta atmósfera que el general George Monck marchó hacia el sur con su ejército de Escocia. El ejército de Lambert comenzó a abandonarlo y regresó a Londres casi solo. El 21 de febrero de 1660, Monck reincorporó a los miembros presbiterianos del Parlamento Largo 'recluidos' por Pride, para que pudieran preparar la legislación para un nuevo parlamento. Fleetwood fue privado de su mando y se le ordenó comparecer ante el parlamento para responder por su conducta. El 3 de marzo, Lambert fue enviado a la Torre, de donde escapó un mes después. Lambert trató de reavivar la guerra civil a favor de la Commonwealth emitiendo una proclamación en la que se convocaba a todos los partidarios de la "Vieja Buena Causa" a manifestarse en el campo de batalla de Edgehill. Sin embargo, fue recapturado por el coronel Richard Ingoldsby, un regicida que esperaba ganar un perdón entregando a Lambert al nuevo régimen. El Parlamento Largo se disolvió el 16 de marzo.
El 4 de abril de 1660, en respuesta a un mensaje secreto enviado por Monck, Carlos II emitió la Declaración de Breda, que dio a conocer las condiciones de su aceptación de la corona de Inglaterra. Monck organizó el Parlamento de la Convención, que se reunió por primera vez el 25 de abril. El 8 de mayo proclamó que el rey Carlos II había sido el monarca legítimo desde la ejecución de Carlos I en enero de 1649. Carlos regresó del exilio el 23 de mayo. Entró en Londres el 29 de mayo, su cumpleaños. Para celebrar el "Retorno de su Majestad a su Parlamento", el 29 de mayo se hizo un día festivo, conocido popularmente como el Día de la Manzana del Roble. Fue coronado en la Abadía de Westminster el 23 de abril de 1661.

## Protectores

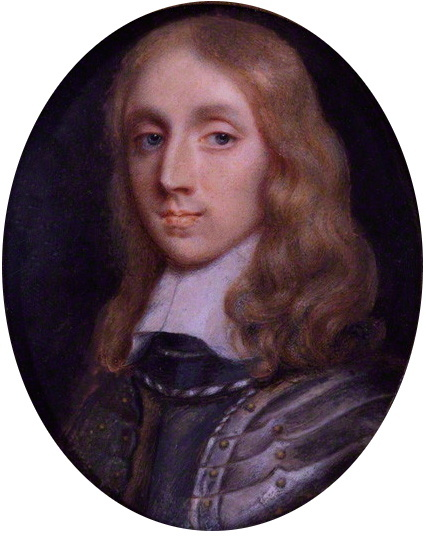
Richard Cromwell.

- Oliver Cromwell 1653–1658
- Richard Cromwell 1658–1659